# Dorndorf (Krayenberggemeinde)
Dorndorf is een Ortsteil van de Duitse gemeente Krayenberggemeinde in Thüringen. De gemeente fuseerde op 31 december 2013 met Merkers-Kieselbach tot de gemeente Krayenberggemeinde.